# Les Amants vénitiens
Les Amants vénitiens est une peinture par Pâris Bordone qui date de 1525.